# Euphorbia antisyphilitica
Euphorbia antisyphilitica là một loài thực vật có hoa trong họ Đại kích. Loài này được Zucc. mô tả khoa học đầu tiên năm 1832.

## Hình ảnh

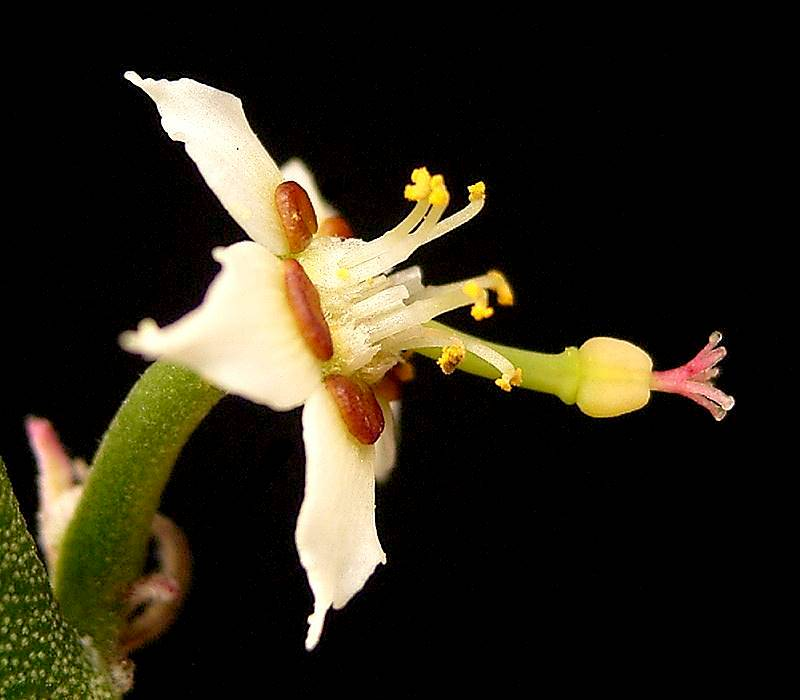
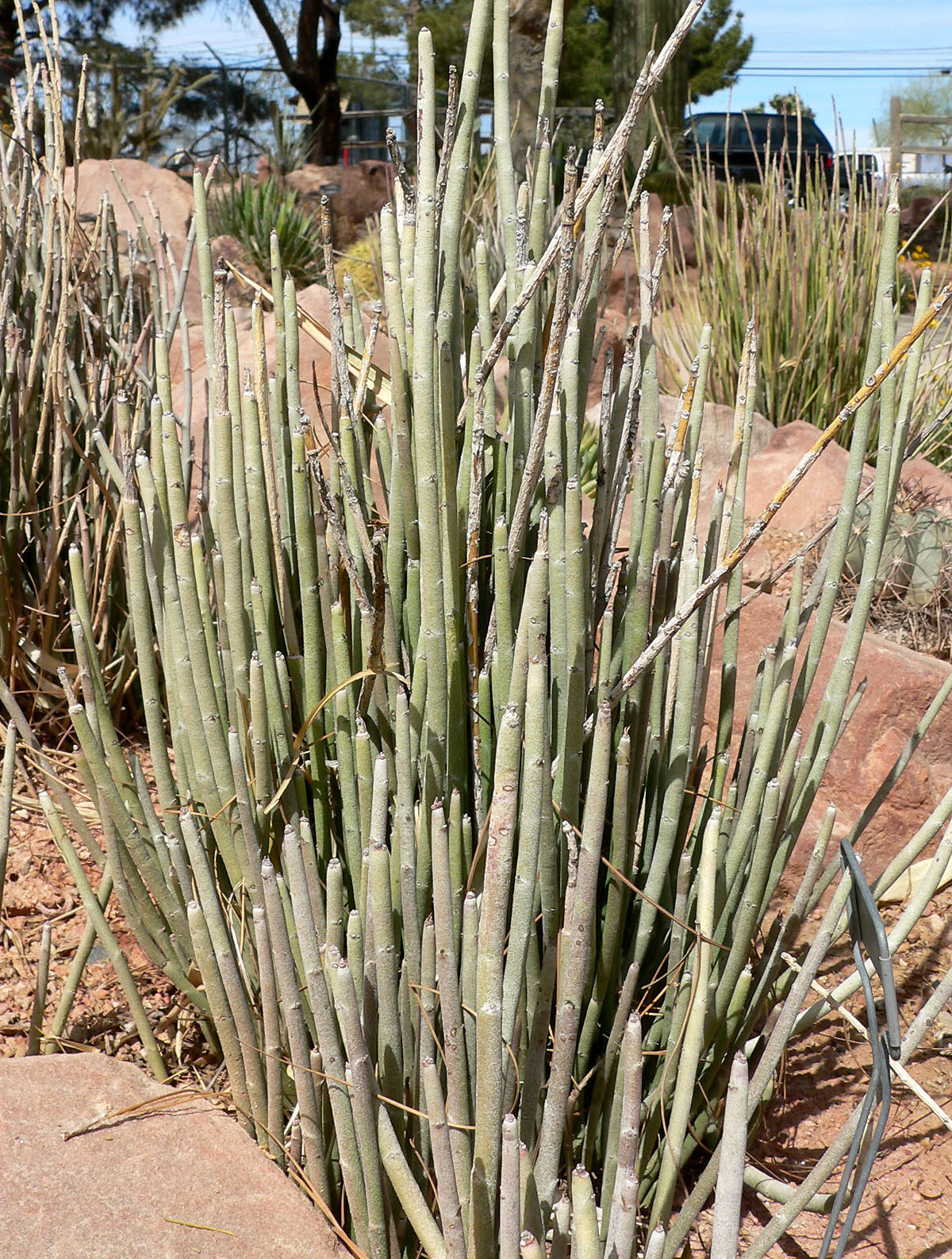
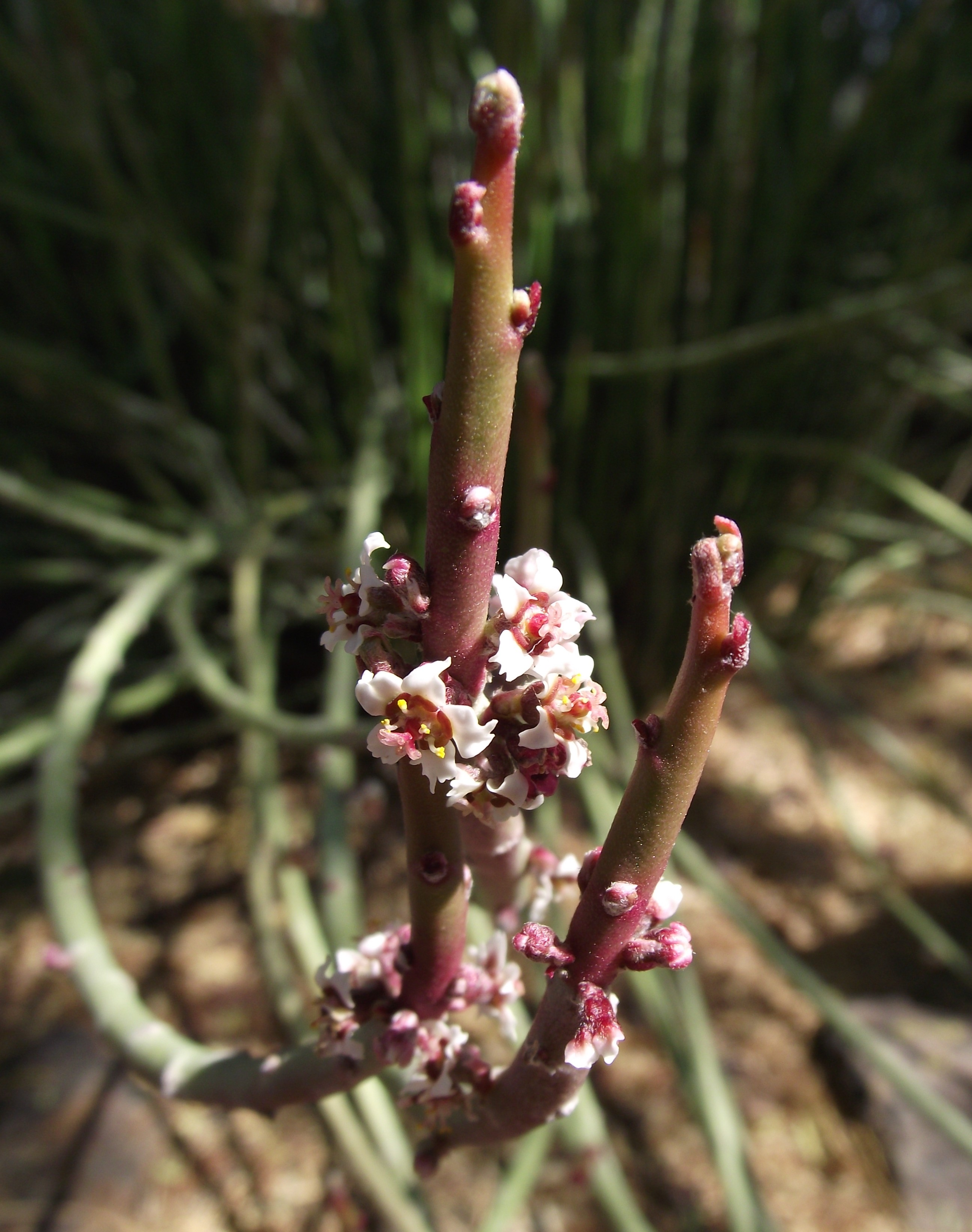
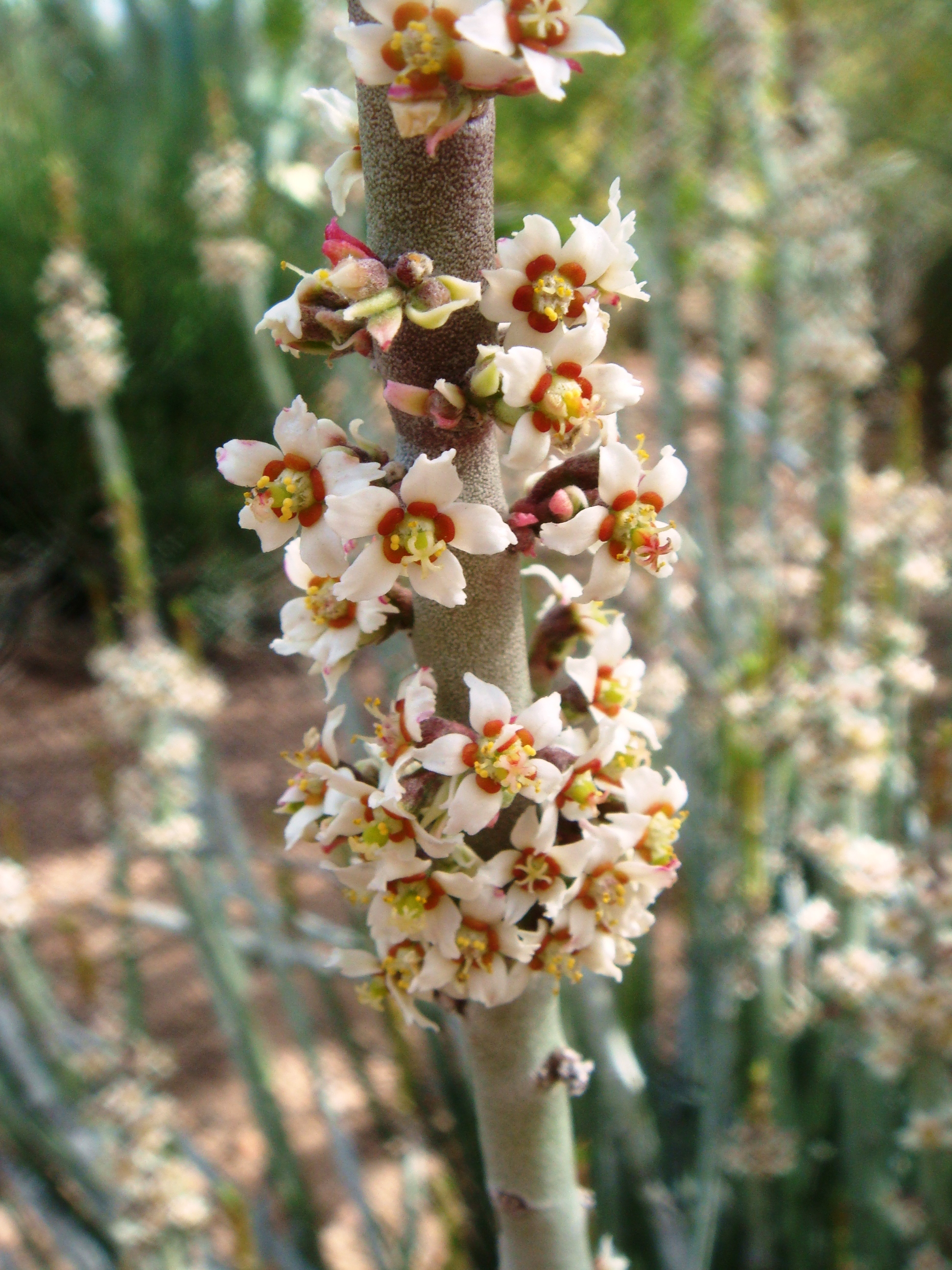